# Noreste de México
El Noreste de México es una de las 7 regiones de los Estados Unidos Mexicanos formada por los estados de Coahuila, Nuevo León, Tamaulipas, San Luis Potosí y Zacatecas. Limita al sur con Occidente (con la que forma la 2.ª circunscripción electoral) y Veracruz, al norte con Texas (Estados Unidos), al este con el Golfo de México y al oeste con Durango y Chihuahua. Con 19,189,931 habs. en 2025 es la tercera región más poblada, con 432,413.57 km², la segunda más extensa —por detrás del Noroeste— y con 44.39 hab/km², la tercera menos densamente poblada, nuevamente por detrás del Noroeste y Sureste.
Comprende una de las regiones con mayor fuerza económica y social en México con sus actividades económicas, principales centros urbanos, sitios de destino turístico, vías de comunicación, medios informativos y en la distribución de zonas económicas así como el paso fronterizo de los estados de Coahuila, Nuevo León y Tamaulipas. Es la región del ecosistema menos conocida y estudiada, pero la mayor en desarrollo humano y alta calidad de vida de todo el país, así como la región con la menor tasa de pobreza y analfabetismo.

## Cultura
El noreste de México se caracteriza, entre muchas otras cosas, por el género musical Norteña que es originario de esta región, y que representa una de las más grandes aportaciones a la música —en particular— y al arte —en general— a la cultura popular mexicana.
La cultura de los Estados Unidos ha influido mucho en estas regiones, principalmente en la población juvenil, donde los adolescentes de clase media, media alta y alta optan principalmente por la moda de ese país, su música, el idioma y costumbres.

### Deporte profesional
El noreste de México se encuentra representado en este ámbito por varios equipos de fútbol que militan en la Primera División, hoy conocida como Liga MX. Uno de esos equipos es el Club de Fútbol Monterrey, el cual ha sido campeón en cinco ocasiones dentro de esa liga. Otro equipo, el Club Santos Laguna, también tiene la distinción de haber cosechado seis títulos de la máxima categoría mexicana, destacando también el Club Atlético de San Luis, que ha obtenido bastantes victorias, Dentro de ese mismo torneo compite el Club de Fútbol Tigres de la Universidad Autónoma de Nuevo León, que ha obtenido el campeonato de la Primera División en ocho ocasiones.
Así mismo, esta región cuenta con dos equipos de fútbol que la representan en la liga Ascenso MX. El de mayor trayectoria es el club Correcaminos de la UAT que tiene su sede en Ciudad Victoria, Tamaulipas, el cual, durante su etapa más destacada, compitió dentro de la Primera División de México. El otro equipo de más reciente surgimiento que compite en el torneo Ascenso MX es el Tampico Madero Fútbol Club, con sede en la zona sur del estado de Tamaulipas. 
En lo referente a equipos de Béisbol, el noreste se tiene su representación en los siguientes equipos: los Sultanes de Monterrey han sido campeones de la LMB en 9 ocasiones (1943, 1947, 1948, 1949, 1962, 1991, 1995, 1996 y 2007), los Saraperos de Saltillo (bicampeones en 2009, 2010), los tamaulipecos Broncos de Reynosa (campeones de la liga en 1969), Los Tecolotes de los Dos Laredos (campeones en 1954,1957,1958,1977 y 1989), los Acereros de Monclova (campeones de la liga en 2019) y el equipo Algodoneros de Unión Laguna que ha obtenido el campeonato en dos ocasiones (1942 y 1950), en cuanto a San Luis Potosí, destacaron los Tuneros de San Luis que participaron hasta el 2006.

## Entidades federativas
| Noreste de México |        |                 |                  |                      |                  |                    |                                                                                                |
| Estado            | Escudo | Capital         | Superficie (km²) | Número de municipios | Población (2020) | Ciudad más poblada | Pueblos Mágicos                                                                                |
| Coahuila          |        | Saltillo        | 151 594          | 38                   | 3 146 771        | Saltillo           | ArteagaCandelaCuatrociénegas de CarranzaGuerreroParras de la FuenteViescaMúzquizGeneral Cepeda |
| Nuevo León        |        | Monterrey       | 64 156           | 51                   | 5 784 442        | Monterrey          | LinaresSantiagoBustamanteGeneral TeránGeneral Zaragoza                                         |
| San Luis Potosí   |        | San Luis Potosí | 61 137           | 59                   | 2 822 255        | San Luis Potosí    | AquismónCiudad del MaízReal de CatorceSanta María del RíoTierra NuevaXilitla                   |
| Tamaulipas        |        | Ciudad Victoria | 80 249           | 43                   | 3 527 735        | Reynosa            | Ciudad MierTula                                                                                |
| Zacatecas         |        | Zacatecas       | 75 275           | 58                   | 1 622 138        | Guadalupe          | GuadalupeJerezNochistlánZacatecasSombrereteViescaTeúlVillanueva                                |

## Demografía

### Municipios más poblados
| Municipios con más de 100 000 habitantes (2020) |                             |        |                             |                 |           |
| Posición                                        | Municipio                   | Escudo | Cabecera Municipal          | Estado          | Población |
| 1                                               | Monterrey                   |        | Monterrey                   | Nuevo León      | 1 142 994 |
| 2                                               | San Luis Potosí             |        | San Luis Potosí             | San Luis Potosí | 911 908   |
| 3                                               | Saltillo                    |        | Saltillo                    | Coahuila        | 879 958   |
| 4                                               | Torreón                     |        | Torreón                     | Coahuila        | 720 848   |
| 5                                               | Reynosa                     |        | Reynosa                     | Tamaulipas      | 704 767   |
| 6                                               | Apodaca                     |        | Apodaca                     | Nuevo León      | 656 464   |
| 7                                               | Guadalupe                   |        | Guadalupe                   | Nuevo León      | 643 143   |
| 8                                               | Matamoros                   |        | Matamoros                   | Tamaulipas      | 541 979   |
| 9                                               | General Escobedo            |        | Escobedo                    | Nuevo León      | 481 213   |
| 10                                              | Juárez                      |        | Juárez                      | Nuevo León      | 471 523   |
| 11                                              | Nuevo Laredo                |        | Nuevo Laredo                | Tamaulipas      | 425 058   |
| 12                                              | San Nicolás de los Garza    |        | San Nicolás de los Garza    | Nuevo León      | 412 199   |
| 13                                              | García                      |        | García                      | Nuevo León      | 397 205   |
| 14                                              | Victoria                    |        | Ciudad Victoria             | Tamaulipas      | 349 688   |
| 15                                              | Soledad de Graciano Sánchez |        | Soledad de Graciano Sánchez | San Luis Potosí | 332 072   |
| 16                                              | Santa Catarina              |        | Santa Catarina              | Nuevo León      | 306 322   |
| 17                                              | Tampico                     |        | Tampico                     | Tamaulipas      | 297 562   |
| 18                                              | Altamira                    |        | Altamira                    | Tamaulipas      | 269 790   |
| 19                                              | Fresnillo                   |        | Fresnillo                   | Zacatecas       | 240 532   |
| 20                                              | Monclova                    |        | Monclova                    | Coahuila        | 237 951   |
| 21                                              | Zacatecas                   |        | Guadalupe                   | Zacatecas       | 211 740   |
| 22                                              | Ciudad Madero               |        | Ciudad Madero               | Tamaulipas      | 205 933   |
| 23                                              | Ciudad Valles               |        | Ciudad Valles               | San Luis Potosí | 179 371   |
| 24                                              | Piedras Negras              |        | Piedras Negras              | Coahuila        | 176 327   |
| 25                                              | Acuña                       |        | Ciudad Acuña                | Coahuila        | 163 058   |
| 26                                              | Zacatecas                   |        | Zacatecas                   | Zacatecas       | 149 607   |
| 27                                              | Villa de Pozos              |        | Villa de Pozos              | San Luis Potosí | 148 165   |
| 28                                              | Pesquería                   |        | Pesquería                   | Nuevo León      | 147 624   |
| 29                                              | Río Bravo                   |        | Río Bravo                   | Tamaulipas      | 132 484   |
| 30                                              | San Pedro Garza García      |        | San Pedro Garza García      | Nuevo León      | 132 169   |
| 31                                              | Cadereyta Jiménez           |        | Cadereyta Jiménez           | Nuevo León      | 122 337   |
| 32                                              | Ramos Arizpe                |        | Ramos Arizpe                | Coahuila        | 122 243   |
| 33                                              | Matamoros                   |        | Matamoros                   | Coahuila        | 118 337   |
| 34                                              | El Mante                    |        | Mante                       | Tamaulipas      | 106 144   |
| 35                                              | El Carmen                   |        | El Carmen                   | Nuevo León      | 104 478   |
| 36                                              | Matehuala                   |        | Matehuala                   | San Luis Potosí | 102 199   |
| 37                                              | General Zuazua              |        | General Zuazua              | Nuevo León      | 102 149   |
| 38                                              | San Pedro                   |        | San Pedro                   | Coahuila        | 101 041   |

## Sitios de interés

### Coahuila

#### Cuatrocienegas
La ciudad de Cuatro Ciénegas de Carranza se localiza en el centro del estado, es un Pueblo Mágico que mantiene su imagen colonial, importante por las pozas que brotan en medio del desierto, fundada en 1800 cuna de Venustiano Carranza, Cuenta con una población de 10,309 habitantes y es el principal núcleo poblacional de la Región Desierto.
El Valle de Cuatrociénegas es uno de los lugares con mayor concentración de especies endémicas y se encuentra dentro del Desierto Chihuahuense. Fue decretado por el gobierno federal como área natural. En las pozas se pueden realizar diferentes actividades, como buceo, ciclismo de montaña, fotografía de paisaje, subacuática y de vida silvestre; campismo y rápel; sin olvidar las posibilidades de investigación de las formas de vida que allí se encuentran.
Cuenta con una altura de 740 m sobre el nivel del mar, y está rodeado por seis montañas (Menchaca, Fragua, Madera, San Marcos y Pinos) cuya altitud rebasa los tres mil metros sobre el nivel de mar y se han encargado por miles de años del aislamiento y protección de la flora y fauna del lugares considerado una reserva ecológica debido a que allí existe flora y fauna únicas, endémicas como cactus, nifies, el pez ciego, la tortuga bisagra y la tortuga de concha blanda de color blanco.
Además habitan en el lugar candelilla, guayule, lechuguilla, gobernadora y palma; en la parte alta de las sierras abundan especies de árboles maderables.
E
ntre las especies animales destacan los venados, oso, coyote, gato montés, zorra, tlacuache, liebre, conejo, jabalí, comadreja, tejón, reptiles y arácnidos. Se le considera la Galápagos mexicana por su biodiversidad y alto índice de endemismos.

#### Monclova
Monclova es una ciudad ubicada en la Región Centro del estado de Coahuila, en el norte de México. Es el tercer municipio más poblado del estado con 237,951 habitantes (2020), así como cabecera de la Zona Metropolitana de Monclova-Frontera integrada también por los municipios de Frontera, Castaños y San Buenaventura suman una población de 374,247 habitantes. Es una ciudad destacada por la mayor producción de acero de todo México y Latinoamérica, además de contar con el Alto horno más grande de Latinoamérica, lo que le ha valido el mote de "La Capital del Acero". El Índice de Desarrollo Humano alto de 0.861 unidades (2010). Además, Monclova es una de las cinco ciudades con mayor desarrollo comercial, industrial y financiero de México y la número 11 con menor rezago social. Por otro lado, su zona metropolitana se encuentra entre las 12 áreas urbanas más competitivas de México y actualmente es la ciudad con la mayor productividad laboral del país. 
Uno de los principales atractivos de la Ciudad es el Parque Xochipilli y Parque Xochipilli II, son los parques con más Hectáreas en el estado de Coahuila;dichos parques nos ofrecen enormes y coloridos jardines, pero además el Parque Xochipilli II cuenta con un espacio para realizar actividades o deportes extremos como rapel, y una tirolesa. Además cuenta con otro atractivo para todas las edades que es un tren a escala el cual ofrece un recorrido a lo largo y ancho del parque mostrando las instalaciones con las que cuenta;dicha atracción fue nombrada "HAROLD-ITO", en honor al fundador de AHMSA y que donó dichos terrenos y apoyos económicos para el funcionamiento de estos parques.

#### Torreón
Torreón es una ciudad del estado de Coahuila. Es una de las ciudades más jóvenes del país, celebrando apenas un siglo con tal jerarquía en el año 2007. En conjunto con otras ciudades del estado de Coahuila y de Durango forman la llamada Comarca Lagunera. En 2015, la ciudad de Torreón contaba con una población de 679 288 habitantes. Forma parte de la Zona metropolitana de La Laguna, conformada por los municipios de Torreón, Gómez Palacio, Ciudad Lerdo y Matamoros, con una población mayor de 1,283,564 habitantes lo que la convierten en la novena área urbana más grande de México.
El atractivo más importante de la ciudad es el Cristo de las Noas, que es una escultura en la cima de un cerro, junto con una iglesia y santuarios referentes a Tierra Santa. Esta escultura es la tercera más grande de Latinoamérica después de la de Cristo Redentor en Río de Janeiro en Brasil y el Cristo de la Concordia en Bolivia. El Cristo se muestra con los brazos abiertos, como si diera un gran abrazo, simbolizando protección a la ciudad. Recientemente, fue redescubierto el Canal de la Perla, añadiendo un atractivo más a Torreón. Este canal construido a finales del siglo XIX, fue en principio un canal de riego derivando las aguas del río Nazas para regar la parte sur oriente de la ciudad, actualmente es utilizado como un paso subterráneo por la población además para exposiciones artísticas temporales y otras manifestaciones del arte. En el año de 2006 fue inaugurado el Museo Arocena, donde se ubican obras de arte de tiempos prehispánicos hasta nuestros días, pasando por períodos de la conquista, la colonia, la independencia y arte vanguardista, además de presentar exposiciones y conferencias así como muestras de cine y ferias de libro.

#### Saltillo
Saltillo es la capital del estado de Coahuila de Zaragoza. De acuerdo a datos del Secretariado Ejecutivo del Sistema Nacional de Seguridad Pública, la Zona Metropolitana de Saltillo tenía en el 2015 una población total de 911 082 habitantes y crece a un ritmo de alrededor de 20 000 habitantes por año, la distribución de la población en las tres ciudades se encuentra de la siguiente manera: Saltillo, con 807 537 habitantes; Ramos Arizpe, con 92 828; y Arteaga, con 23 271. Tierra del sarape y región del pan de pulque, Saltillo es una ciudad altamente industrializada en el ramo automotriz. En el año 2013 la Revista FDiIntelligence colocó a la capital de Coahuila como la mejor ciudad de tamaño mediano con mejor potencial económico para invertir en América Latina.
Está rodeada por altas montañas de la Sierra Madre Oriental. La infraestructura vial en la ciudad de Saltillo es una de las más modernas del país, con más de 30 pasos a desnivel y dos distribuidores viales que componen 28 km de vía libre que permiten atravesar la ciudad sin semáforos de norte a sur, estas obras convirtieron a la capital del estado en una «ciudad moderna y en pleno desarrollo».Empero, en los últimos años, algunas arterias se han visto saturadas, debido al crecimiento acelerado de la población y el aumento en el parque vehicular, aunado a la falta de un transporte público eficiente.
En Saltillo se realizó la primera unión entre dos personas del mismo sexo en toda Latinoamérica. Esto sucedió en enero de 2007 cuando dos mujeres oriundas de Matamoros, Tamaulipas, se unieron mediante el Pacto Civil de Solidaridad.

### Nuevo León

#### Monterrey
Monterrey está situada al pie de la Sierra Madre Oriental, y es atravesada de poniente a oriente por el cauce seco del río Santa Catarina que solo se llena durante fuertes precipitaciones. La ciudad está rodeada de montañas y cordilleras que le confieren un carácter único. La Sierra Madre Oriental cambia bruscamente de dirección hacia el oriente a la altura de Monterrey, como es fácil distinguir en imágenes de satélite. Al noroeste de la ciudad se localiza la Sierra de las Mitras (por su aspecto similar al de la mitra que visten los obispos). El Este es dominado por el impresionante e inconfundible Cerro de la Silla (altura máxima de 1820 m s. n. m.) en la parte norte, siendo este el símbolo principal tanto de la ciudad como de todo el estado Nuevo León en sí. El Cerro del Obispado en cuya cúspide se encuentra lo que fuera la residencia episcopal y de descanso del obispo Rafael José Verger, conocido ahora como el Museo del Obispado y en el que tuvo lugar una de las batallas más importantes de la guerra contra los estadounidenses en septiembre de 1846. 
La ciudad da el nombre al Área Metropolitana más grande de la región Norte de México, contando con más de 4.5 millones de habitantes.

#### Guadalupe
Guadalupe es la tercera ciudad más poblada del estado de Nuevo León. Fue fundada bajo el nombre de Pueblo de la Nueva Tlaxcala de Nuestra Señora de Guadalupe de Horcasitas, llamado así cuando, en 1756, los tlaxcaltecas que habitaban la región fueron congregados en el territorio actual del municipio. Después de la década de luchas e incertidumbres provocadas por la caída del Imperio español, el 1 de agosto de 1821 se juró en Guadalupe la Independencia de México. 
En sus comienzos, fue un pueblo agricultor. Sin embargo, esta condición fue progresivamente reemplazada por la industria, el comercio y los servicios. Entre sus atracciones están el Museo Ciudad Guadalupe, la Expo Guadalupe, el Parque la Pastora y el estadio de fútbol BBVA.

#### San Nicolás
San Nicolás de los Garza es la quinta ciudad más poblada del estado y la de mayor de densidad poblacional. A mediados del siglo XX aumentó su reputación como un buen lugar para vivir, experimentó una oleada de construcción de viviendas. Este auge de construcción de viviendas fue posible porque había una gran cantidad de tierras disponibles dentro del territorio de la ciudad. Al igual que otras ciudades del área metropolitana, varias empresas mexicanas importantes construyeron fábricas en San Nicolás, convirtiéndose en un centro industrial. La única elevación importante  es el Cerro del Topo Chico, ubicado al oeste del municipio en el límite con Monterrey.
En esta ciudad se encuentra el campus principal de la Universidad Autónoma de Nuevo León: la Ciudad Universitaria (CU), con una superficie aproximada de 67.630.000 metros cuadrados. Esta universidad es la tercera más grande de México.

#### San Pedro Garza García
San Pedro Garza García es una ciudad que está situada a unos cuantos kilómetros de la capital neoleonesa- Considerada como una de los sitios con mayor poder adquisitivo de la República, cuenta con más de 20 museos y algunos de los centros culturales más importantes de la entidad.
Asimismo, esta ciudad es sede de corporativos transnacionales (entre las que destacan Alfa y Vitro) y hogar de los importantes directivos de las firmas. Incluso, dentro de esta se encuentra el segundo rascacielos más alto del país: la Torre KOI, una obra de 280 metros de altura y 67 pisos, que cuenta con oficinas, departamentos y un hotel.

### Tamaulipas

#### Nuevo Laredo
Nuevo Laredo es una ciudad fronteriza de Tamaulipas. Está ubicada en el norte de Tamaulipas, en el margen sur del Río Bravo en el límite fronterizo entre México y los Estados Unidos de América. Nuevo Laredo es la cabecera del municipio de nombre Homónimo. Es la zona fronteriza más importante de México y de América Latina, ya que su flujo comercial y económico es de un alto nivel.
La ciudad de Laredo desde su fundación hasta cerca de 100 años después permaneció como una ciudad mexicana hasta que se suscitó la guerra norteamericana de 1847 en que por obra del Tratado de Guadalupe Hidalgo en febrero de 1848, queda dividida en dos y 17 familias profundamente identificadas con México, su historia y raíces culturales, decidieron seguir siendo mexicanas y se quedaron en la parte sur del río, así surge Nuevo Laredo. Estas familias incluso desenterraron a sus difuntos para trasladarlos y sepultarlos en Nuevo Laredo, para que siguieran siendo Mexicanos. De ahí surge el lema de la ciudad: "Siempre con la Patria".

#### Reynosa
Dentro de las atracciones de Reynosa se encuentra el Centro de arte y cultura, diversidad de centros nocturnos para quien gusta de la vida nocturna. Cuenta a su vez con 3 puentes internacionales para cruzar hacia los Estados Unidos y viceversa. El Reynosa-Hidalgo-McAllen, más conocido como "Benito Juárez" el Reynosa-Mission más conocido como "Anzalduas" y el Reynosa-Pharr, todos estos llevan a El valle de Texas y a sus diversos outlets. Reynosa, además de ser la ciudad más poblada de su estado, también es un excelente centro de negocios por ser cercano a los Estados Unidos cuenta con diversidad de hoteles de mucho prestigio para quien llega a la ciudad por negocios o como turista.

#### Tampico
El primer asentamiento permanente Español en el área fue Tampico en 1554. Actualmente, es una de las ciudades más importantes del país debido a su importante zona industrial y de inversión extranjera en el Estado, así como por su puerto que ha funcionado desde la Etapa Colonial, como un punto clave entre el comercio con Europa y Estados Unidos. Sus importantes reservas pétroleras le dieron a Tampico su primer "boom" económico en la década de 1930 atrayendo la mirada de importantes inversionistas y de miles de trabajadores y extranjeros que encontraron refugio en las plataformas pétroleras, así como en muchos comercios, restaurantes y tiendas departamentales que pronto arribaron a la ciudad. Hoy en día la ciudad, en su área Metropolitana que incluye Ciudad Madero y Altamira, tiene a su alrededor 900 000 de habitantes.

#### Ciudad Victoria
Es la capital del estado de Tamaulipas, aunque a diferencia de las capitales de los otros dos estados, no es su ciudad más poblada. Está ubicada en el cruce de dos carreteras troncales, la Monterrey-Tampico y la México-Nuevo Laredo (Carretera Federal 85). Ocupa también un lugar preponderante en el ámbito educativo, siendo sede de la rectoría y del campus principal de la mayor institución educativa pública de nivel superior en la entidad, la Universidad Autónoma de Tamaulipas. Así mismo, cuenta con importantes centros de atención a la salud, como es el Hospital Regional de Alta Especialidad.